# República Soviética del Don
La República Soviética del Don (ruso: Донская советская республика) fue una república soviética de breve duración en 1918.
Proclamada el 23 de marzo de 1918, tras la expulsión de las tropas blancas del general Alekséi Kaledín (1861-1918) del óblast del Don mediante la captura de Novocherkask (25 de febrero), buscaba conseguir el apoyo de los cosacos locales para combatir a las tropas alemanas y la oposición de los kuláks. Quedó a cargo de Fiódor Grigórievich Podtiólkov (1886-1918), miembro del Comité Militar Revolucionario, como jefe del Cómite Provisional Revolucionario. El Primer Congreso de los sóviets de obreros y los diputados cosacos se celebró en Rostov del Don entre el 9 y 15 de abril. Se eligió un Cómite Ejecutivo Central y un Cómite de Comisarios del Pueblo de la República. El primero quedó a cargo de Vládmir Kovaliov (1883-1919) y el segundo de Podtiólkov. La administración de los comisarios políticos fue encargada a Mijaíl Vasílievich Krivoshlýkov. Las defensas de la nueva república fueron puestas bajo el comando de Sergó Ordzhonikidze (1886-1937), quien no pudo detener el avance de alemanes y cosacos blancos, perdiendo Rostov el 8 de mayo. Poco después nacía la República del Don. La capital fue trasladada a Tsaritsin y después a la stanitsa, «gran pueblo cosaco», de Velikokniázheskaya donde siguió habiendo un gobierno en funciones hasta fines de junio. Finalmente, el 30 de septiembre el Comité Ejecutivo Central Panruso hizo oficial su desaparición.